# Figlie di Maria Immacolata (Reggio Calabria)
Le Figlie di Maria Immacolata sono un istituto religioso femminile di diritto pontificio: le suore di questa congregazione, dette popolarmente Immacolatine, pospongono al loro nome la sigla F.M.I.
La loro fondatrice è la Venerabile Brigida Maria Postorino.

## Storia
La data di fondazione è senza dubbio quella del 6 novembre 1898 in cui la fondatrice Brigida Postorino e altre 8 giovani si unirono nella congregazione il cui Decreto di erezione canonica arrivò il 26 aprile 1901 dall'Arcivescovo di Reggio Calabria il Card. Gennaro Portanova. Brigida Postorino è nominata Madre Generale a vita, anche se si ritirerà prima.
La prima casa della congregazione fu quella di Catona (la Casa Madre), ma presto i vescovi delle diocesi circostanti iniziarono a richiedere le immacolatine nelle loro parrocchie e in dieci anni, nel 1908, l'Istituto contava già dieci Case:
- Catona
- Gerace (2 case)
- Bagnara Calabra (3 case)
- Amantea
- Reggio Calabria
- Messina
- Gallico

Ma il 1908 fu anche un anno di sventura per l'Istituto che nel il terremoto di Messina del 1908 contò 24 vittime fra suore e postulanti e delle dieci case rimase poco o nulla. Un importante aiuto per risollevare l'Istituto arrivò direttamente da Papa Pio X che ricevette in udienza Brigida Postorino poco dopo il terremoto e a cui diede un importante sostegno economico prendendo definitivamente l'Istituto sotto la giurisdizione della Santa Sede. Il 30 luglio 1909 Pio X concesse il Decretum laudis all'Istituto.
Dopo la ricostruzione l'Istituto continuò secondo il suo carisma e Papa Benedetto XV dette alla congregazione riconoscimento pontificio. E il 30 dicembre 1930 l'Istituto viene riconosciuto giuridicamente agli effetti civili.
Il 7 gennaio 1920 fu nominato cardinale protettore dell'Istituto Augusto Silj.
Nel Capitolo del 4 luglio 1936 viene eletta la nuova Madre Generale viste le condizioni di salute della fondatrice, e viene designata nella persona di suor Ermelinda Interlandi.
Brigida Postorino cercò anche prima della morte di dare stabilità all'Istituto e già in età avanzata attendeva l'approvazione pontificia delle Costituzioni che arrivò da Pio XII nel 1957.
Il 24 dicembre 1963 il cardinal Luigi Traglia viene nominato nuovo protettore dell'Istituto.

## Attività e carisma
Le immacolatine operano prevalentemente nel centro-sud d'Italia, ma ad oggi contano anche parecchie missioni all'estero, le prime in Argentina, poi in Africa e si conta anche una casa a New York negli Stati Uniti.
Il carisma delle Figlie di Maria Immacolata, che coincide con quello della sua fondatrice, si basa su:
- sostegno dei poveri ed emarginati
- evangelizzazione del laicato
- particolare dedizione per la gioventù

## Madri Generali dell'Istituto F.M.I.
Ogni sei anni l'Istituto tiene un Capitolo Generale che oltre ad esaminare le attività dell'Istituto nomina o conferma il consiglio e la Madre Generale. Questi anno la durata di un sessennio. Ecco la successione delle madri generali fino ad oggi
- 1898-1936 - Madre Brigida Maria Postorino (fino ad allora Madre Generale a vita, ma ritirata per sua volontà)
- 1936-1942 - Madre Ermelinda Interlandi
- 1942-1953 - Madre Brigida Maria Postorino
- 1953-1959 - Madre Teresa Vasta
- 1959-1965 - Madre Teresa Vasta (riconfermata)
- 1965-1971 - Madre Valeria Mantriota
- 1971-1977 - Madre Claudina Marranca
- 1977-1983 - Madre Claudina Marranca (riconfermata)
- 1983-1989 - Madre Claudina Marranca (riconfermata)
- 1989-1995 - Madre Silvana Zaratti
- 1995-2001 - Madre Loretana Grosso
- 2001-2007 - Madre Loretana Grosso (riconfermata)
- 2007-.... - Madre Loretana Grosso (riconfermata) (in carica)

## Venerabili delle Figlie di Maria Immacolata
L'Istituto, benché giovane, conta due suore dichiarate Venerabili dalla Chiesa cattolica:
- Brigida Maria Postorino
- Maria Francesca Giannetto

## Dati statistici
Al 31 dicembre 2005, la congregazione contava 41 case e 206 religiose.